# Las profecías de Amanda
Las profecías de Amanda és una pel·lícula de coproducció cubana, veneçolana i espanyola dirigida per Pastor Vega. És un drama sobre la vida d'una clarivident.

## Sinopsi
Amanda és una dona que des de nena posseeix l'habilitat de profetitzar. Això produeix diferents reaccions dispars entre les persones que la coneixen.

## Repartiment
| Intèrpret         | Personatge            |
| ----------------- | --------------------- |
| Daisy Granados    | Amanda                |
| Doren Granados    | Amanda (de nena)      |
| Laura Ramos       | Amanda (de jove)      |
| Luisa Pérez Nieto | Mare d'Amanda         |
| Rogelio Blain     | Pare de Amanda        |
| Consuelo Vidal    | Àvia d'Amanda         |
| Heron Vega        | Juan Carlos (de jove) |
| Adolfo Llauradó   | Adolfo                |
| Marisela Berti    | Doctora               |
| Hiram Vega        | Periodista            |
| Laritz Vega       | Mestra                |

## Premis
Daisy Granados va guanyar el premi India Catalina a la millor actriu al Festival Internacional de Cinema de Cartagena de Indias, on també fou nominada a la millor pel·lícula. També va guanyar el Kikito d'Or al Festival de Cinema de Gramado i el de millor actriu novell per Laura Ramos al Festival Internacional del Nou Cinema Llatinoamericà de l'Havana.